# Kabuyea hostifolia
Kabuyea hostifolia là một loài thực vật có hoa trong họ Tecophilaeaceae. Loài này được (Engl.) Brummitt mô tả khoa học đầu tiên năm 1998.